# ناحیه ماوکلان
ناحیه ماوکلان (به عربی: دائرة ماوکلان) یک ناحیه در الجزایر است که در استان سطیف واقع شده‌است.